# Lucas-Kritik
Die Lucas-Kritik ist ein in den 1970er Jahren entstandenes wirtschaftstheoretisches Konzept der modernen Makroökonomik zur Erklärung von wirtschaftspolitischen Verhaltensweisen und deren Auswirkungen. Vater des Konzepts ist der Wirtschaftsnobelpreisträger Robert E. Lucas. Er kritisiert (daher der Name) die bestehenden makroökonomischen Modelle dafür, dass sie auf statischen Erwartungen beruhen. Für eine genauere Aussagekraft schlug Lucas hingegen die Einbeziehung rationaler Erwartungen vor.
Die Lucas-Kritik lautet: „Da die Struktur eines ökonometrischen Modells optimale Entscheidungsregeln der Wirtschaftssubjekte umfasst und da optimale Entscheidungsregeln sich systematisch mit den für die Wirtschaftspolitik relevanten Zeitreihendaten ändern, wird jede Änderung der Wirtschaftspolitik die Struktur des ökonometrischen Modells ändern“.
Lucas kritisiert also, dass eine ökonomische Gesetzmäßigkeit in dem Augenblick nicht mehr funktioniert, wenn die Wirtschaftspolitik versucht, diese auszunutzen. Wenn also die Wirtschaftspolitik z. B. anhand der Phillips-Kurve eine höhere Inflation in Kauf nehmen will, weil dies nach der Gesetzmäßigkeit der Phillips-Kurve mit niedrigerer Arbeitslosigkeit verbunden ist, dann gilt der Phillipszusammenhang plötzlich nicht mehr. Begründen lässt sich dies damit, dass eine veränderte Wirtschaftspolitik die Erwartungen der Wirtschaftssubjekte (und somit den Rahmen der Wirtschaftspolitik selbst) beeinflusst.
Die Lucas-Kritik war somit auch eine Kritik am wirtschaftspolitischen Einsatz ökonometrischer Modelle, da die in diesen Modellen verwendeten Verhaltensparameter als exogen angenommen werden, tatsächlich jedoch endogen seien.